# Корен Абрахамијан
Корен Бабкенович Абрахамијан (јерм. Խորեն Բաբկենի Աբրահամյան; Јереван, 1. април 1930 — Јереван, 10. децембар 2004) био је јерменски глумац и редитељ и народни уметник Совјетског Савеза. Студирао је на јереванском Институту за позоришне и ликовне уметности и дипломирао 1951. године. Од тада је радио у државном академском позоришту Сандукијан у Јеревану као глумац.
Неки од Абрахамијанових филмова су Хроника јереванских дана, Браћа Саројан као Геворг Абрахамијан, Ми и наше планине као Павле, Travail као Мјасникијан, Live Long као Сисакијан, Лорд као Ростом, Hope Star, а глумио је и у совјетском филму Први ешалон из 1955. године.
Корен Абрахамијан је умро 10. децембра 2004. године. Сахрањен је на пантеону Комитас у центру Јеревана.